# Iridopsis jurgina
Iridopsis jurgina là một loài bướm đêm trong họ Geometridae.